# Staatsmeisterschaft von Maranhão (Frauenfußball)
Die Staatsmeisterschaft von Maranhão für Frauenfußball (portugiesisch Campeonato Maranhense de Futebol Feminino) ist die seit 2005 von der Federação Maranhense de Futebol (FMF) ausgetragene Vereinsmeisterschaft im Frauenfußball des Bundesstaates Maranhão in Brasilien.
Über die Staatsmeisterschaft wird seit 2007 die Qualifikation für die Copa do Brasil Feminino und seit 2017 für die brasilianischen Meisterschaft der Frauen entschieden, zuerst für deren zweite Liga (Série A2) und seit 2021 für die dritte Liga (Série A3).

## Meisterschaftshistorie

### Ehrentafel der Gewinner
| 0       | |
| 6 Titel | EC Viana (Viana) |
| 3 Titel | Internacional EC (São Luís) IAPE FC (São Luís) |
| 2 Titel | EC Boa Vontade (São Luís) |
| 1 Titel | JV Lideral FC (Imperatriz) Sampaio Corrêa FC (São Luís) Santa Quitéria FC (Santa Quitéria do Maranhão) SE Juventude Timonense (Timon) CEFAMA (São Luís) |

### Chronologie der Meister
| Saison | Meister                          | Vizemeister                      | Torschützenkönigin                                            |       |
| ------ | -------------------------------- | -------------------------------- | ------------------------------------------------------------- | ----- |
| 2005   | Internacional EC                 | ?                                | ?                                                             |       |
| 2006   | Internacional EC                 | ?                                | ?                                                             |       |
| 2007   | EC Boa Vontade                   | ?                                | ?                                                             |       |
| 2008   | EC Boa Vontade                   | Internacional EC                 | ?                                                             |       |
| 2009   | Internacional EC                 | EC Boa Vontade                   | ?                                                             |       |
| 2010   | EC Viana                         | EC Boa Vontade                   | ?                                                             |       |
| 2011   | EC Viana                         | EC Boa Vontade                   | ?                                                             |       |
| 2012   | EC Viana                         | SE Juventude Timonense           | ?                                                             |       |
| 2013   | EC Viana                         | SE Juventude Timonense           | ?                                                             |       |
| 2014   | EC Viana                         | ?                                | ?                                                             |       |
| 2015   | JV Lideral FC                    | EC Viana                         | ?                                                             |       |
| 2016   | EC Viana                         | EC Boa Vontade                   | ?                                                             |       |
| 2017   | Sampaio Corrêa FC                | EC Boa Vontade                   | ?                                                             | [ 1 ] |
| 2018   | Santa Quitéria FC                | EC Viana                         | ?                                                             |       |
| 2019   | SE Juventude Timonense           | EC Boa Vontade                   | ?                                                             |       |
| 2020   | CEFAMA                           | EC Viana                         | ?                                                             | [ 2 ] |
| 2021   | Meisterschaft nicht ausgetragen. | Meisterschaft nicht ausgetragen. | Meisterschaft nicht ausgetragen.                              |       |
| 2022   | IAPE FC                          | Chapadinha FC                    | Maria Vitória (Chapadinha FC; 20)                             | [ 3 ] |
| 2023   | IAPE FC                          | Sampaio Corrêa FC                | Jaqueline (Sampaio Corrêa FC; 9) Joicy (Sampaio Corrêa FC; 9) | [ 4 ] |
| 2024   | IAPE FC                          | Atléticos                        |                                                               | [ 5 ] |